# 5540 Smirnova
5540 Smirnova (1971 QR1) là một tiểu hành tinh vành đai chính được phát hiện ngày 30 tháng 8 năm 1971 bởi T. M. Smirnova ở Nauchnyj.